# Dirk Brossé
Cav. Dirk Brossé (Gand, 18 febbraio 1960) è un compositore e direttore d'orchestra belga.
Ha composto oltre 200 opere, tra cui concerti, oratori, lieder, musica da camera e opere sinfoniche. Brossé ha anche composto molto per il teatro, il cinema, la televisione. La sua colonna sonora per la serie della BBC/HBO Parade's End (2012) è stato nominato per un Emmy Award. Dirk Brossé è attualmente direttore musicale della Chamber Orchestra of Philadelphia e del Festival del cinema di Gand. John Williams lo scelse come direttore principale del tour mondiale di Star Wars in Concert. Brossé è anche professore di composizione e direzione al Conservatorio reale di Gand. Ha diretto orchestre internazionali, sia in patria che all'estero. Tra queste la London Symphony Orchestra, la London Philharmonic Orchestra, la Royal Philharmonic, l'Opera di Vancouver, l'Opéra National de Lyon, la BBC Concert Orchestra, l'Orchestra cinese di Hong Kong, l'Orchestre de la Suisse Romande e le Orchestre Filarmoniche di Bruxelles, Anversa, Rotterdam, Basilea, Madrid, Porto, Birmingham, Ulster, Shanghai, Hong Kong, Seoul, Queensland, San Pietroburgo, Los Angeles e Boston. Nel 2008 ha fatto la sua prima apparizione alla Royal Albert Hall di Londra, dirigendo la London Symphony Orchestra. Nel 2010, su richiesta dell'Orchestra Cinese di Hong Kong, ha scritto The Hallow-e'en Dances. Questo lavoro ispirato a Halloween è stato appositamente scritto per antichi strumenti tradizionali cinesi. Brossé ha recentemente composto Haiku Cycle 1, scritto per Jessye Norman e basato su Haiku di Herman Van Rompuy.

## Formazione
Gli studi musicali di Dirk Brossé furono inizialmente intrapresi presso i Conservatori reali di musica di Gand e Bruxelles, prima di dedicarsi allo studio della direzione a Maastricht, Vienna e Colonia, ottenendo il diploma di direzione presso la Musikhochschule di Colonia.

## Lavoro come direttore
Dirk Brossé è stato invitato a dirigere molte delle principali orchestre belghe, tra cui la Flemish Radio Orchestra (VRT), l'Orchestra Nazionale del Belgio e il Coro dell'Unione Europea (Les Choeurs de l'Union européenne).
All'estero ha diretto l'Orchestra Sinfonica Giuseppe Verdi di Milano, la Volgograd Philharmonic Orchestra, l'Orchestra Filarmonica di Shanghai, la London Philharmonic Orchestra, l'Elgin Orchestra di Chicago, la Camerata St Petersburg, l'Ulster Orchestra dell'Irlanda del Nord, l'Orquestra Metropolitana de Lisboa e l'Orchestra Nazionale delVenezuela, Colombia ed Ecuador.
Nel 2001 inizia a collaborare con l'Orchestra filarmonica di Rotterdam, la London Symphony Orchestra e l'Orchestra Sinfonica KBS di Seoul.
Nel 2009 iniziò il suo lavoro con Star Wars: In Concert. Nel 2008 e nel 2009 è stato ospite nella Chamber Orchestra of Philadelphia, dove ha poi debuttato come direttore musicale nel 2010, succedendo a Ignat Solzhenitsyn.

## Film e opere musicali
I suoi lavori comprendono canzoni, opere sinfoniche, oratori, musica da camera e musica per il teatro e il cinema. Tra le sue 20 colonne sonore salienti per i film pluripremiati troviamo "Padre Daens" (nomination all'Oscar 1993), "When the Light Comes", "A Peasant's Psalm", "Marie" (nominato vincitore assoluto nella sezione di cinema francese di Venezia Film Festival nel 1994) e il classico film muto "Visages d'Enfants".
Tra gli artisti con cui ha collaborato negli spettacoli ci sono il clarinettista Sabine Meyer, il violoncellista Julian Lloyd Webber, i cantanti Sinéad O'Connor, Anne Cambier, Guy de Mey, Claron McFadden, Derek Lee Ragin e il rinomato Hans Zimmer, Toots Thielemans, Howard Shore (per The Aviator) e Youssou N'Dour.
Dirk Brossé ha aggiunto una nuova dimensione alla vasta gamma della sua opera con le sue colonne sonore del musical "Sacco & Vanzetti" commissionato dal Teatro del Royal Ballet of Flanders nel 1996. Con 92 rappresentazioni acclamate dalla critica nei Paesi Bassi e in Belgio, questo drammatico studio delle vittime delle minoranze in uno stato iper-patriottico, si prevede ora che appaia a Broadway a New York.
Brossé ha scritto anche la colonna sonora per il musical basata sul famoso personaggio dei fumetti "Tintin" creato da Hergé, presentato in Belgio nel settembre 2001.
A Dirk Brossé è stato conferito il titolo di "Ambasciatore culturale delle Fiandre". Nel 1999, Brossé è stato invitato dal Comune di Shanghai a dirigere l'Orchestra Filarmonica di Shanghai in spettacoli che celebrano il 50º anniversario della fondazione della Repubblica popolare cinese. Nel 2013 ha ricevuto il Global Thinkers Forum 2013 Award for Excellence in Cultural Creativity.

## Collaborazioni
Ha realizzato più di 70 registrazioni su CD e ha collaborato con artisti di livello mondiale come José van Dam, Barbara Hendricks, Julia Migenes, Claron McFadden, Julian Lloyd Webber, Sabine Meyer, Alison Balsom, Salvatore Accardo, John Williams, Toots Thielemans, Hans Zimmer, Elmer Bernstein, Emma Thompson, Kenneth Branagh, Randy Crawford, Lisa Gerrard, Marcel Khalife, Mel Brooks, Maurane, Sinéad O'Connor, Maurice Jarre, Michel Legrand e Youssou N’Dour. Dirk Brossé ha lavorato con i registi Stijn Coninx, Frank Van Laecke, Susanna White e Roland Joffé e con gli scrittori Gabriel Garcia Marquez, Seth Gaaikema e Didier Van Cauwelaert.

## Lista dei lavori

### Orchestra
- 1986-On Safari
- 1986-7 Inch Framed
- 1988-Oscar for Amnesty
- 1989-El Golpe Fatal
- 1990-Bacob Overture
- 1991-Music in Mycology
- 1992-Ouvertura
- 1995-Flanders International Film Festival Overture
- 1995-Artesia
- 1995-Daens Suite
- 1996-Bit by Bit
- 1996-Principals
- 1996-Le Nozze di Sacco
- 1997-The Birth of Music
- 1997-Light Main Theme
- 1999-Millennium Overture
- 1999-Inferno
- 2008-Harbour Music
- 2010-The Hallow-e’en Dances
- 2010-Philadelphia Overture
- 2010-La Vie Aquatique
- 2010-Amore Pedestre
- 2014-Philadelphia Overture

### Solista(i) e Orchestra / Orchestra d'archi / Quartetto d'archi
- 1985-Meditation
- 1985-Meditation
- 1992-La Soledad de America Latina
- 1992-La Soledad de America Latina
- 1993-Elegy
- 1995-Elegy
- 1998-Black, White & In Between
- 1999-Black, White & In Between
- 1999-The Chinese Wall
- 1999-The Chinese Wall
- 1999-Warconcerto
- 2000-Elegy
- 2001-Sophia
- 2003-Elegy
- 2004-The Circle of Nature
- 2010-Echoes of Silent Voices
- 2012-In Motu
- 2013-Black, White & In Between
- 2013-Laura's Theme from Singularity
- 2014-Celloconcerto
- 2015-'A Portrait of Walter ridder Boeykens'

### Orchestra d'archi
- 1996-Tango Tout Court
- 2002-Kaleidoscope
- 2003-SI-RE
- 2011-In Memoriam Shostakovich
- 2015-For the unknown soldier

### Voce e pianoforte / piccolo gruppo
- 1987-Il Pleure dans mon coeur
- 1988-Mets ta main dans ma main
- 1990-Four songs for Tijl & Nele
- 1994-Landuyt cyclus
- 1995-La Vida es un Sueño
- 1995-La Vida es un Sueño
- 1995-La Vida es un Sueño
- 2000-Beauty born of violence
- 2001-More is in thou
- 2003-I Loved You
- 2004-Love without End
- 2006-Live with me and be my Love
- 2006-Hope from Artesia
- 2006-Hope from Artesia
- 2007-Sluit de Keten
- 2008-Le Jasmin et la Rose
- 2011-Haiku Cycle 1
- 2014-De Lust van het Leven

### Gruppo di ottoni
- 1986- Des Sons Animés
- 1987-To(o) MAD
- 1989-Elegy for a lost Friend
- 1991-Prelude To a new Age
- 1991-The Golden Drop Tune
- 1991-The Golden Drop Tune
- 1994-Hymn of Praise from Daens
- 1994-Baroque Music
- 1994-On Safari
- 1995-Ode the Veterans of World War II
- 2007-The Dandi March

### Colonne sonore
- 1986-Springen, di Jean Pierre De Decker
- 1986-Marc and Nathalie, di Roland Verhaevert
- 1988-Visages d'enfants, (1925), di Jaques Feyder
- 1988-Boerenplsalm, di Roland Verhaevert
- 1988-Misterie van het Lam, di Frederic Duchau
- 1989-Koko Flanel, di Stijn Coninx
- 1992-Daens, di Stijn Coninx
- 1993-Als het leven een nieuwe wending neemt, di Serge Leurs
- 1993-Oost-Vlaanderen, schat van een provincie, di Frank Van Laecke
- 1993-Marie, di Marian Handwerker
- 1995-A Forest is a Symphony, del WWF
- 1997-Licht / When the Light comes, di Stijn Coninx
- 1998-Planckendael koala's, di Stijn Coninx
- 2000-Mijn eerste Sjeekspier, di Douglas Boswell
- 2001-Follow me, di Francesca Marti
- 2002-Music and Fly, di Francesca Marti
- 2004-Romance, di Douglas Boswell
- 2005-Knetter, di Maarten Koolhoven
- 2005-The Kavijaks, Serie TV di Stijn Coninx
- 2006-Brod Ludaka, di Matthias Lebeer
- 2008-Samaritan, di Douglas Boswell
- 2010-La Vie Aquatique, (early 20th century), a silent documentary film
- 2010-Amore Pedestre, (1914) a silent film by Marcel Fabre
- 2012-Parade’s End, Serie TV di Susanne White, for BBC/HBO
- 2013-The Lovers, a feather film by Roland Joffé
- 2016-Knielen op een bed violen, di Ben Sombogaart

### Coro
- 1989-Sanctus
- 2003-Cogito, Ergo Sum
- 2007-The American Dream

### Banda sinfonica di fiati
- 1986-7 Inch Framed
- 1988-Oscar for Amnesty
- 1989-El Golpe Fatal
- 1989-Elegy for a lost Friend
- 1992-March for Justice from 'Daens'
- 1992-La Soledad de America Latina
- 1992-Music for a Celebration
- 1995-And the winner is...
- 1997-Light Main Theme
- 1999-Warconcerto
- 1999-Elegy
- 2000-Milestone Overture
- 2002-Tintin - Prisoners of the Sun
- 2007-Il Signor Brossini
- 2009-Musical Daens Suite
- 2009-Gandhi
- 2011-Philadelphia Overture
- 2011-Postcard from Bagdad
- 2011-Postcard from Kampala
- 2011-Postcard from Machu Picchu
- 2011-Postcard from Buenos Aires
- 2011-Postcard from Beijing
- 2011-Postcard from Benares
- 2011-Postcard from Vienna
- 2011-Postcard from Petra
- 2011-Postcard from Chernobyl
- 2011-Postcard from the Arctic
- 2014-14-18, suite for Symphonic Wind Band

### Musical
- 1989-Burger Übermensch
- 1996-Sacco & Vanzetti
- 2001-Tintin - Prisoners of the Sun
- 2002-The Prince of Africa
- 2005-Rembrandt
- 2007-Musical Daens
- 2011-Musical Ben X
- 2014-Musical Pauline & Paulette
- 2014-Musical 14-18
- 2014-The last friend of Napoleon
- 2015-'The story of Sacco & Vanzetti'

### Voce(i) e orchestra / orchestra d'archi
- 1994-Landuyt Cyclus, Lyrics: Elie Saegeman (Dutch)
- 1995-Vredeslied, Lyrics : Dirk Brossé
- 1995-La Vida es un Sueño, Lyrics : Pedro Calderón de la Barca / Imelda Schrooyen (Spanish)
- 2000-Juanelo, Charles V Oratorio (2000), Lyrics : Elie Saegeman (English)
- 2000-Beauty born of Violence, Lyrics : Stephen Smith (English)
- 2001-X-cellent Love, Lyrics : M. Morton (English)
- 2002-Homeland, Lyrics : Lorraine Feather / Frank Van Laecke (English)
- 2003-I Loved You, Lyrics: Alexander Puchkin (English)
- 2004-Love without End, Lyrics: Lorraine Feather (English)
- 2008-Le Jasmin et la Rose, Lyrics: Jo Lemaire (French)
- 2013-The Vale of Years
- 2013-Vocalise from Parade's End
- 2014-Haiku Cycle 1, Lyrics: Herman Van Rompuy (English)
- 2015-How to make a Dadaist Poem, Lyrics: Tristan Tsara (English)
- 2015-I didn't Raise my boy to be a soldier (2015), Lyrics: Alfred Bryan (English)
- 2015-Pace
- 2015-Bless them All, Lyrics: Herwig Deweerdt (English)

### Teatro
- 1983-Reigen by Arthur Schnitzler
- 1990-Till Eulenspiegel by Charles de Coster
- 1991-In The Summer House by Jane Bowles
- 1991-Rembrandt oh Rembrandt by Patrick Van De Walle for theatre Exces

### Gruppo / musica da camera
- 1996-Tango Tout Court
- 2002-The Chinese Wall
- 2009-Earth Walk I, II & III
- 2009-Gipsy from The Birth of Music
- 2009-Beyond Perception from The Birth of Music
- 2009-Homeland
- 2009-La Soledad from La Soledad de America Latina
- 2009-City Lights from The Birth of Music
- 2014-Terra Incognita

### Lavori strumentali
- 1986-Andante Malinconico
- 1988-Epiloque, from Boerenpsalm
- 1989-On his Own, from Koko Flanel
- 1993-Le Voyage Imaginaire
- 1993-Le Voyage Imaginaire
- 1994-Bis
- 1997-Ellen's Confession from When the Light Comes
- 1997-Lars' Theme from When the Light Comes
- 1998-Flying...as a bird
- 1998-Black, White & In Between
- 1999-Warconcerto
- 1999-Elegy
- 2000-Tango Tout Court
- 2001-Sophia
- 2004-Let’s Chime the Bells
- 2005-La Soledad from La Soledad de America Latina
- 2010-Echoes of Silent Voices
- 2014-African Loop

### Pianoforte solista
- 1995-To my Secret Inspiration
- 1997-Lars the Trapper from When the Light Comes
- 1997-Snowfun from When the Light Comes
- 1997-Ellen's Theme from When the Light Comes
- 1997-Light Love Theme from When the Light Comes
- 2000-Broken Dream
- 2006-Secret Inspirations – Book I
- 2006-Fifth Avenue
- 2009-Hommage à Frédéric Chopin
- 2011-7 Nocturnes
- 2012-In Motu

## Premi e nomination
- 1986-Premio CIAM per il miglior film - Belgio (Gand)
- 1992-Nomination al Premio Oscar per Daens (Los Angeles)
- 1995-Ambasciatore culturale delle Fiandre (Bruxelles)
- 2000-Torenwachterprijs (Premio Guardiano della Torre) dalla città di Gand (Gand)
- 2006-Nomination per Dutch Musical Awards per Tin - Temple of the Sun (Amsterdam)
- 2008-Premiato con l'Achiel Van Acker Award 2008 - Belgio (Bruges)
- 2008-Premiato dal Governo belga con il Gouden Erepenning per meriti (Brussels)
- 2009-Flemish Musical Award per il Musical Daens (Antwerp)
- 2010-Premiato con il Joseph Plateau Honorary Award (Gand)
- 2010-Cittadino onorario di Destelbergen-Belgio (Destelbergen)
- 2011-Premio Barrymore Theater (2011) per L’Histoire du Soldat / Chamber Orchestra of Philadelphia
- 2013-Premio per l'eccellenza nella creatività culturale del Global Thinkers Forum (Atene)
- 2013-Elevato alla nobiltà ereditaria del Belgio, con il titolo personale di Cavaliere (Bruxelles)
- 2013-Nomination all'Emmy Award per la musica della serie Parade's End / BBC / HBO (Los Angeles)
- 2014-Gouden Label Muziektheater da Klassiek Centraal per il Musical 14-18 (Belgio)
- 2016-Nomination al Golden Calf per la colonna sonora di Knielen (Olanda)